# غوتفريد كيلر
غوتفريد كيلر (بالألمانية: Gottfried Keller)‏ هو ملحن ألماني، ولد في 1650، وتوفي في 1 نوفمبر 1704 في لندن في المملكة المتحدة.

## وصلات خارجية
- غوتفريد كيلر على موقع ميوزك برينز (الإنجليزية)